# System Shock
A System Shock egy 1994-es videójáték, amelyet a Looking Glass Technologies fejlesztett, és az Origin Systems adott ki.

## Cselekmény
A játék a jövőben játszódik, pontosabban 2072-ben. A játékos egy hackert alakít, akinek a gonosz SHODAN nevű mesterséges intelligenciát kell megállítania abban az elvetemült tervében, hogy elpusztítsa a világot/mutánssá változtassa a lakóit.

## Fejlesztés
A System Shock ötlete Doug Church fejéből pattant ki, aki azelőtt az Ultima Underworld II: Labyrinth játékon is dolgozott. Doug Church Warren Spector producerrel, Austin Grossman játéktervezővel és Paul Neurath videójáték-tervezővel beszélgetett, hogy mi legyen a következő játékötlet. Church úgy találta, hogy "túl sok tömlöcben játszódó játékot készítettek". Ennek hatására úgy döntöttek, hogy az Ultima Underworld II-höz hasonló játékot készítenek, amely nem fantasy világban játszódik.

## Hatása
A System Shock mára forradalmi videójátéknak számít; a GameSpy szerint olyan játékokra volt hatással, mint a Resident Evil, a Half-Life vagy a Metal Gear Solid, illetve számos egyéb játékra, így a BioShockra is. A siker hatására 1999-ben megjelent a folytatás, a System Shock 2.